# Связь в Словении
Развитие связи в Словении идёт с момента признания её независимости в 1991 году.

## Телефония

### Статистика
- Абоненты стационарных телефонных сетей (данные на 2004 год):
  - Аналоговые сети: 562 тыс. чел.
  - ISDN: 119 тыс. чел.
  - Centrex: 130 тыс. чел.
- Абоненты мобильной связи (данные на 2001 год):
  - Повременная оплата: 662 619 чел.
  - Связь с предоплатой: 848 914 чел.
- Глубина проникновения: 100,1% (на 16 февраля 2009)

### Характеристика
Телекоммуникационная инфраструктура достаточно продвинута. Комбинируются выделенные линии и мобильные сети: в среднем приходится по 150 телефонов на 100 человек. Международный код страны — 386.

## Радиовещание
В стране насчитывается 17 AM-радиостанций и 63 FM-радиостанций на 2014 год. Из них 7 вещают на территории всей страны (в том числе и радиостанции медиакомпании RTV Slovenija; всего в её ведении восемь радиопрограмм). В 1997 году насчитывалось 805 тысяч радиослушателей. Официально действует Ассоциация радиолюбителей Словении.

## Телевидение
В стране вещает 20 телеканалов по состоянию на 2014 год. Крупнейшие телеканалы в ведении RTV Slovenija: их всего пять. Зрительская аудитория насчитывала 710 тысяч человек в 1997 году.

## Интернет
Интернет распространён на 56% территории Словении. В стране насчитывается 22 провайдера (на 2004 год), интернет-пользователей: 1,298 млн. чел. (на 2010 год). Национальный домен верхнего уровня: .si.